# Elektronische Musik

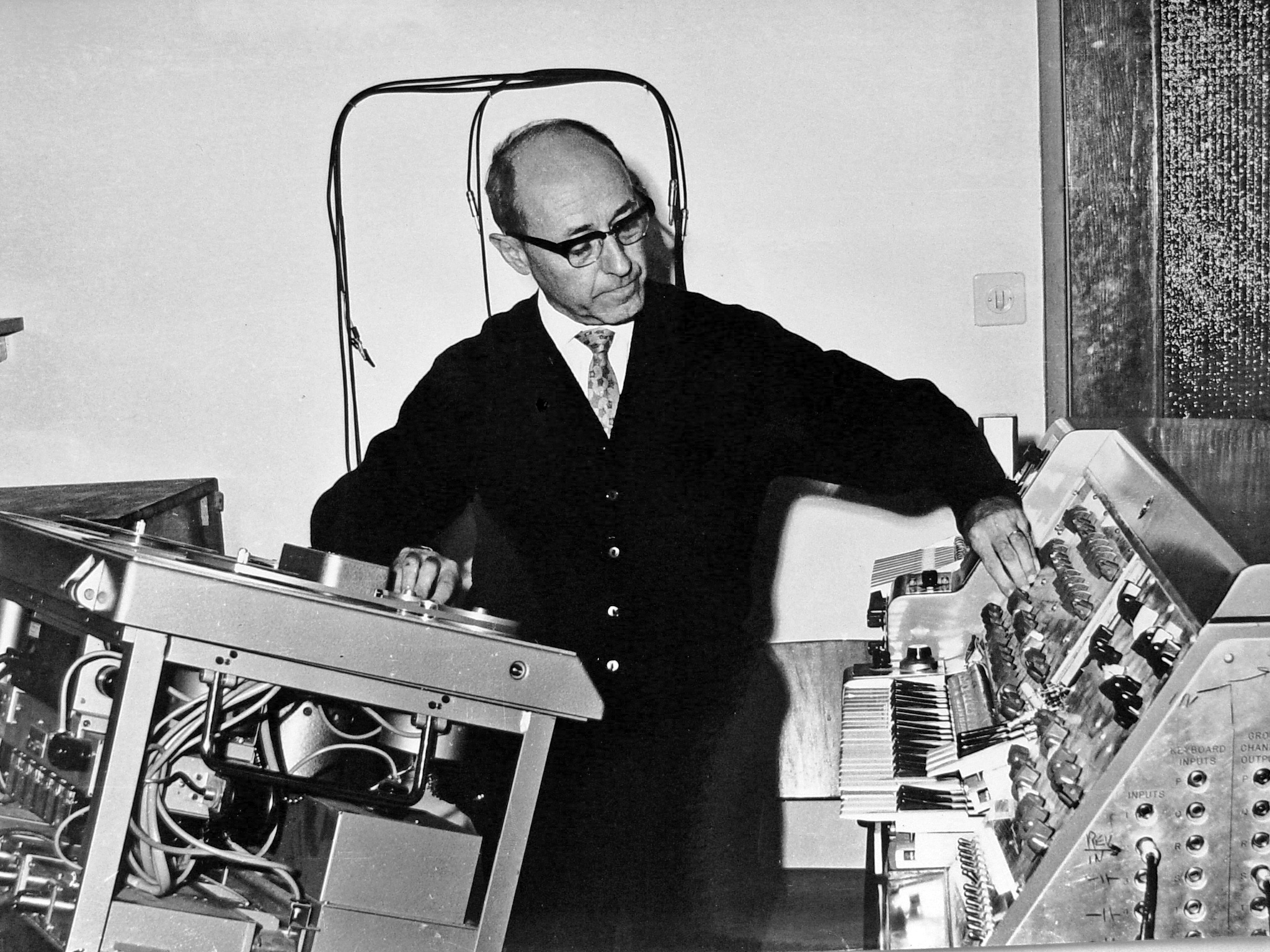
Josef Tal in seinem Studio für elektronische Musik in Jerusalem (ca. 1965)

Elektronische Musik bezeichnet Musik, die durch elektronische Klangerzeuger (Generatoren) hergestellt und mit Hilfe von Lautsprechern wiedergegeben wird. Im deutschen Sprachgebrauch war es bis zum Ende der 1940er Jahre üblich, alle Instrumente, an deren Klangentstehung bzw. -übertragung in irgendeiner Weise elektrischer Strom beteiligt war, als elektrische Instrumente zu bezeichnen. Konsequenterweise sprach man daher auch von elektrischer Musik. Bis heute besteht eine Kontroverse in der Terminologie, da einerseits ein wissenschaftlicher Begriff der Akustik und gleichzeitig aber auch ein Oberbegriff über neue Musikstile der Unterhaltungsmusik gemeint ist. Andererseits kategorisiert man mit elektronischer Musik auch eine Gattung der Neuen Musik, wobei sich hier der Begriff der elektroakustischen Musik etabliert hat.
In der Zeit um 1980 erlebte die elektronische Musik durch die zunehmende Verfügbarkeit und Etablierung synthetischer Klangerzeugungsmöglichkeiten einen rasanten Aufschwung. Insbesondere im Bereich der speziell für die Clubszene produzierten Musik nahmen synthetisch produzierte Songs ab etwa 1980 eine stetig wichtigere Stellung ein und lösten den in den 1970er Jahren üblichen, vornehmlich akustisch produzierten Disco-Sound sehr schnell ab. Es begann die Phase der elektronischen Tanzmusik, die im Verlauf der 1980er Jahre zum Sound der Ära werden sollte und mit Musikstilen wie Synthpop, Euro Disco, House und schließlich Techno nicht nur den Sound der Dekade, sondern auch den der nachfolgenden Jahrzehnte entscheidend prägen sollte. Seit dieser Zeit sind synthetisch produzierte Musikstücke in höchstem Ausmaß populär und haben traditionell akustisch aufgenommene Songs, vor allem im Bereich der Clubmusik, aber auch im Bereich der Popmusik allmählich mehr oder weniger verdrängt.

## Vorgeschichte
In der elektronischen Musik begegnen sich zwei gegensätzliche Sphären menschlichen Schaffens: die künstlerisch-ästhetische der Musik und die naturwissenschaftliche der Physik und Elektrotechnik. Daher muss die Entwicklung ihrer Voraussetzungen aus einem ideengeschichtlichen und einem technischen Blickwinkel heraus betrachtet werden. Im Zuge der radikalen musikalischen Veränderungen, die das 20. Jahrhundert zum Jahrhundert der Neuen Musik haben werden lassen, spielt die elektronische Musik eine wichtige Rolle. Von grundlegender Bedeutung sind zunächst diejenigen Konzepte, die schon Möglichkeiten der elektronischen Musik voraussetzten, noch bevor diese tatsächlich (technisch) zur Verfügung standen:
Das erste Musikinstrument, das Elektrizität verwendete, war das Clavecin électrique von Jean-Baptiste Delaborde. Das oft genannte Denis d’or des tschechischen Erfinders Pater Prokop Diviš aus den frühen 1750er-Jahren war zwar in der Lage, dem Spieler aus Spaß kleine elektrische Schläge zu versetzen, benutzte aber wahrscheinlich keine Elektrizität bei der Klangerzeugung. 1867 konstruierte der Direktor der Telegraphenfabrik „Fabrique des télégraphes M. Hipp“ in Neuchâtel ein elektromechanisches Klavier. Ein erstes Patent auf dem Gebiet elektronischer Klangerzeugung wurde am 12. März 1885 an E. Lorenz aus Frankfurt am Main erteilt.
Eine ungewöhnliche Erfindung des elektronischen Instrumentenbaus war das von Thaddeus Cahill 1897 entwickelte Telharmonium (Dynamophon). Es arbeitete nach dem Prinzip eines Zahnradgenerators, wog 200 Tonnen und war so groß wie ein Güterwaggon. Cahill benutzte für jeden Halbton einen riesigen dampfgetriebenen Mehrfachstromerzeuger, der ihm die sinusförmigen Ausgangsspannungen lieferte. In seinem 1907 erschienenen Entwurf einer neuen Ästhetik der Tonkunst entwickelte Ferruccio Busoni seine Theorie der Dritteltöne, wobei er für die klangliche Umsetzung das Dynamophon am geeignetsten hielt.
Leon Theremin konstruierte als Leiter des Laboratoriums für elektrische Schwingungen des staatlichen physikalisch-technischen Instituts in Leningrad von 1920 bis 1928 das aufsehenerregende Instrument Ätherophon, das später nach ihm Theremin benannt wurde. Das Instrument war technisch gesehen eine Schwebungssummerkonstruktion, d. h. die Erzeugung eines hörbaren Tones erfolgte durch Überlagerung zweier hochfrequenter und nicht mehr hörbarer Töne. Diese Eigenschaft der Klangerzeugung inspirierte einige Komponisten zu Werken speziell für das Theremin. Vom Komponisten Anis Fuleihan wurde auf diese Weise ein Konzert für Theremin und Orchester geschaffen, das 1945 mit dem New York Symphony Orchestra unter Leopold Stokowski und der Solistin Clara Rockmore am Theremin uraufgeführt wurde.
Etwa zeitgleich beschäftigte sich der deutsche Volksschullehrer und Organist Jörg Mager mit der exakten Erzeugung von Mikrointervallen und stellte Erfindungen wie das Elektrophon (1921) und das Sphärophon (1928) vor. Mager war ein Anhänger des tschechischen Komponisten Alois Hába, der sich, durch Anregung von Ferruccio Busoni, bereits mit Mikrointervallen praktisch beschäftigte. Zudem leitete Mager sein Interesse an Mikrointervallen von der Beobachtung des Akustikers und Musikethnologen Erich Moritz von Hornbostel ab, dass die Melodie bei einer Veränderung der Tonhöhenlage, aber auch der Notenlänge, stets als ein und dieselbe Gestalt erscheint. So wurden später sein Sphärophon II, sein Kaleidosphon und seine Elektrotonorgel fertiggestellt.
Beim Ondes Martenot handelte es sich ebenfalls um einen Tonfrequenz erzeugenden Schwebungssummer mit dem Unterschied, dass zusätzlich an einem Seil gezogen wurde, womit Tonhöhen verändert werden konnten. Olivier Messiaen verwendete dieses Instrument in seiner Turangalîla-Symphonie, der schweizerische Komponist Arthur Honegger setzte es im Oratorium Johanna auf dem Scheiterhaufen ein. Bereits 1907 hatte Busoni in seiner visionären und einflussreichen Schrift Entwurf einer neuen Ästhetik der Tonkunst mögliche Entwicklungslinien aufgezeigt, die erst mit den Mitteln der elektronischen Musik ab den 1950er-Jahren realisiert werden konnten. Er griff darin unter anderem die Idee der Klangfarbenmelodie, die Arnold Schönberg erstmals in seiner Harmonielehre (1911) vorstellte und in den folgenden Jahren wiederholt angesprochen hat, von Relevanz für das musikalische Konzept der frühen elektronischen Musik. Weiterhin kann die kompositorische Konzeption Edgar Varèses mit ihrer gleichermaßen von Busoni und den italienischen Futuristen beeinflussten Geräuschhaftigkeit als Vorwegnahme rein elektronischer Möglichkeiten der Klanggestaltung betrachtet werden.
Durch die Bedeutung des Rundfunks als Medium zunächst zur Durchsetzung politischer Ziele und später der Unterhaltung wurde der Weg für Übertragungen von Musik geebnet.
In dieselbe Zeit fällt die Entwicklung des Trautoniums durch Friedrich Trautwein im Jahre 1930, das später durch Oskar Sala weiterentwickelt wurde. Aus diesem Jahr stammen auch die ersten Trautoniumstücke von Paul Hindemith: Sieben Stücke für drei Trautonien mit dem Untertitel Des kleinen Elektromusikers Lieblinge.
Im Jahr 1935 konkurrierten die Hammondorgel und die Lichttonorgel, wobei Erstere die Oberhand gewann.

## Entstehung
Die Geschichte der elektronischen Musik ist eng an die Geschichte der elektronischen Klangerzeugung (Instrumente, Apparate) gekoppelt. Im Allgemeinen spricht man bis ca. 1940 von der elektrischen Musik und von elektrischen Musikinstrumenten. Ab Anfang der 1950er Jahre wurde eine bestimmte, mit elektronischen Geräten realisierte Kompositionstechnik elektronische Musik genannt.

### Musique concrèteaus Paris
1943 rief der Ingenieur Pierre Schaeffer eine Forschungsstelle für radiophone Kunst in Paris, den Club d’Essai, ins Leben, der bald Künstler wie Pierre Henry, Pierre Boulez, Jean Barraqué, Olivier Messiaen und Anfang der 1950er-Jahre dann Karlheinz Stockhausen anzog. Am 5. Oktober 1948 gingen beim Pariser Rundfunk Schaeffers Cinq études de bruits in einem als Concert des Bruits betitelten Radioprogramm über den Äther und markieren damit die Geburtsstunde der Musique concrète. Am 18. März 1950 fand dann das erste öffentliche Konzert konkreter Musik in der École normale de musique de Paris statt. Da in der Anfangszeit des Club d’Essai außerhalb Deutschlands noch keine Tonbandmaschinen zur Verfügung standen, wurden die Geräusche auf Schallplatten festgehalten und in einem Arbeitsgang aus bis zu acht Schallplatten gleichzeitig abgemischt. Bei der Bearbeitung dieser Klänge, die einfache Alltagsgeräusche waren, handelte es sich um deren Transformation und collagenartige Kombination. Ästhetisch erweist sich die frühe Musique concrète damit als Vorstufe zum Hörspiel und der radiophonen Collage. Der Terminus „Konkrete Musik“, den Schaeffer 1949 vorschlug, trägt zum einen der Verwendung vorgefundener Geräusche – sogenannter „Klangobjekte“ – Rechnung, sollte aber auch als Abgrenzung gegenüber der komponierten und damit „abstrakten“ Musik (Serialismus) verstanden werden. Mit diesem radikalen (bruitistischen) Ansatz sorgte Schaeffer auch im eigenen Lager für einige Irritation. In den 1950er-Jahren erlaubte die Tonaufnahme auf Magnetband auch in Paris die Einführung weiterer Bearbeitungstechniken wie Schnittmöglichkeiten, Geschwindigkeitstransformationen und damit Tonhöhenveränderungen. Durch diese Möglichkeiten entstand zu dieser Zeit das Phonogen, eine Art Mellotron mit Klangtransponiermöglichkeit, und das Morphophon, vergleichbar einem Bandschleifen-Verzögerungsgerät.
In Großbritannien war Daphne Oram (1925–2003) eine Vorreiterin mit ihrer Musique concrète. Inspiriert von Schaeffer und von einem Besuch des RTF (Radiodiffusion-Télévision Française) in Paris, baute sie, trotz Widerständen, für die BBC ab 1958 ein ähnliches Studio auf – den BBC Radiophonic Workshop.
Der von ihr als Oramics bezeichnete Prozess ist eine Technik der grafischen Tonerzeugung, bei der direkt auf 35mm-Filmmaterial gezeichnet wird. 1962 entwickelte sie eine darauf basierende Maschine.
Im Bewusstsein der interessierten Öffentlichkeit befand sich die Musique concrète damit in direkter Rivalität zur gleichzeitig in Erscheinung tretenden „elektronischen Musik“ aus Köln. Anfang der 1950er-Jahre wurde die Arbeit Schaeffers und seines Mitarbeiters Pierre Henry in eine Art ideologischen und zum Teil auch chauvinistisch motivierten Streit verwickelt. Eine debakulöse Aufführung ihrer Gemeinschaftskomposition Orphée 53, die anlässlich der Donaueschinger Musiktage am 10. Oktober 1953 stattfand, besiegelte ihre „Niederlage“ und schadete dem internationalen Ansehen der Musique concrète auf Jahre hinaus. Die Komponisten, die Anfang der 1950er Jahre der Groupe de Recherches de Musique concrète (die 1951 aus dem Club d’Essai hervorgegangen war) nahestanden, haben durchaus versucht, in die Musique concrète kompositorische Ordnungsprinzipien einzuführen, konnten sich aber zunächst nicht gegen die Geräuschkonzeption Schaeffers durchsetzen. 1954 realisierte Edgar Varèse als Gast die Tonbänder für seine Komposition Déserts. Erst ab 1956/57 entstanden Arbeiten von Luc Ferrari, Iannis Xenakis, François Bayle und anderen, die in viel stärkerem Maße kompositorische Gesichtspunkte und später sogar serielle Prinzipien in den Vordergrund stellten. Folgerichtig gab Schaeffer den Begriff Musique concrète nun zu Gunsten von „elektroakustischer Musik“ auf und benannte auch seine Groupe de Recherches de Musique concrète 1958 in Groupe de Recherches Musicales um.

### Elektronische Musik aus Köln
Als Werner Meyer-Eppler für eine bestimmte Art des Komponierens mit technischen Hilfsmitteln den Terminus „elektronische Musik“ vorschlug, ging es ihm dabei vor allem um eine Abgrenzung gegenüber den bisherigen Entwicklungen der elektrischen Klangerzeugung, der elektrischen Musik, zu der er auch die Musique concrète und die Music for Tape (s. u.) zählte.
Der Physiker Werner Meyer-Eppler, der Tonmeister Robert Beyer, der Techniker Fritz Enkel und der Komponist Herbert Eimert gründeten 1951 mit Hilfe des NWDR das Kölner Studio für Elektronische Musik. Das erste öffentliche Konzert fand dann am 26. Mai 1953 auf dem Kölner „Neuen Musikfest 1953“ statt. Im Unterschied zur Musique concrète wurde hier versucht, elektronisch erzeugte Töne nach physikalischen Regeln wie der Fourier-Analyse wissenschaftlich zu erfassen. Die Klangfarbe, als Resultat der Überlagerung mehrerer Sinustöne, und die Parameter Frequenz, Amplitude und Dauer wurden dabei ausführlich analysiert.
Zunächst ging es Eimert und Beyer (nur) um die differenzierte Gestaltung von Klangfarben. Erst eine zweite Generation junger Komponisten, unter ihnen Henri Pousseur, Karel Goeyvaerts und Karlheinz Stockhausen, arbeitete dann ab 1953 vor allem an der konsequenten Durchführung serieller Kompositionsmethoden mit elektronischen Mitteln. Signifikant für diese frühe musikalische Konzeption des Kölner Studios ist die ausschließliche Verwendung „synthetisch“ hergestellter Klänge sowie deren direkte Verarbeitung und Speicherung auf Magnettonband und schließlich die Wiedergabe über Lautsprecher. Dadurch wurden (zumindest theoretisch) zwei musikhistorisch revolutionäre Dinge erreicht: zunächst die vollständige Kontrolle über den Parameter Klangfarbe, der bisher für die Komponisten immer unwägbar geblieben war und nun ebenfalls der seriellen Organisationsmethode unterworfen werden konnte. Zweitens wurde der Interpret als vermittelnde – und damit die kompositorische Absicht potentiell verfälschende – Instanz ausgeschaltet. Zum ersten Mal in der Geschichte der abendländischen Musik schien es den Komponisten mit Werken wie Stockhausens Studie II möglich, ihre Ideen „unvermittelt“ an den Hörer weiterzugeben. Die jahrhundertealten Versuche, die musikalische Absicht immer präziser durch Notenschrift zu fixieren, waren damit überholt.
Da die klanglichen Ergebnisse dieser frühen Arbeiten aber deutlich hinter den in sie gesetzten Erwartungen zurückblieben, beschritt man in der Technik der Klangsynthese neue Wege und verließ bereits 1954 das ursprüngliche Sinuston-Konzept wieder. Mit wachsender Komplexität des Herstellungsprozesses nahm nun einerseits die Klangqualität ab und andererseits entzogen sich die Klangkomponenten auch zunehmend der Kontrolle durch die Komponisten. Eine erste Konsequenz daraus zog Stockhausen in seiner Komposition Gesang der Jünglinge (1955/56), die konzeptuell zwischen elektronischen Klängen und Phonemen vermittelt und statistische Ordnungsprinzipien (Aleatorik) durch im Raum verteilte Lautsprechergruppen zur Anwendung brachte.
Die Idee der klanglichen Vermittlung zwischen heterogenen Ausgangsmaterialien führt dann konsequent zum Entwurf der Live-Elektronik und auch zur Transformation von Klängen beliebiger Herkunft, womit die Entwicklung der elektronischen Musik Kölner Ausprägung ihre größte Annäherung zum einstigen „Erbfeind Musique concrète“ vollzogen hat. Das Kölner Studio war nicht der einzige Ort, an dem Techniker und Musiker an der Entstehung der Elektronischen Musik zusammenarbeiteten. Einflussreich waren das Siemens-Studio für elektronische Musik ab 1956 in München unter der künstlerischen Leitung von Orff-Schüler Josef Anton Riedl und das Columbia-Princeton Electronic Music Center in New York. Bereits ein Jahr zuvor, am 1. März 1955, wurde das Studio für Elektronische Komposition Darmstadt eingeweiht, mit dessen Leitung der Komponist Hermann Heiß beauftragt wurde. 1957 privatisierte Hermann Heiß das Studio unter dem Namen Studio für Elektronische Komposition Hermann Heiß Darmstadt. 1977 kam das IRCAM im Pariser Centre Pompidou von Pierre Boulez hinzu. Das Elektronische Studio Basel und das Studio für Elektronische Musik in Dresden wurden erst in den 1980er-Jahren eingerichtet. Weitere Studios für elektronische Musik standen oder stehen in Mailand, Stockholm und Utrecht.

### Music for Tape
Im sogenannten Tape Music Studio der Columbia-Princeton Universität in New York unterrichteten Vladimir Ussachevski und Otto Luening Studenten in einer speziellen Art des Umgangs mit auf Tonband aufgezeichneten Klängen. Sie gingen davon aus, dass die große Bandbreite möglicher elektronischer Manipulation die Herkunft des Klanges mehr und mehr in den Hintergrund treten lässt. Erste bekannt gewordene Studien der Music for Tape stammen vom New Yorker Ehepaar Louis und Bebe Barron, die sich seit 1948 in ihrem eigenen professionellen Aufnahmestudio mit erweiterten Möglichkeiten des Tonbandes zur Musikproduktion beschäftigten. Im Studio der Barrons realisierte John Cage 1951 das Project of Music for Magnetic Tape, gemeinsam mit den Komponisten Earle Brown, Morton Feldman, David Tudor, und Christian Wolff.
Bei der Music for Tape war vor allem die Vielseitigkeit bei Auswahl und Bearbeitung von Klangquellen für die musikalische Umsetzung von Bedeutung. In Amerika wurde die Unterscheidung in kontrollierbare (elektronische) und „unkontrollierbare“ (mechanische) Klänge als nicht sinnvoll betrachtet.
Ein weiterer bedeutender Vorreiter der elektronischen Musik in den USA war der unabhängig von den im Aufbau begriffenen Hochschulstudios wirkende Richard Maxfield.
Der kanadische Physiker Hugh Le Caine machte entscheidende Experimente in der Anschlagsdynamik eines Keyboards zwischen 1945 und 1948. Bei dem von ihm erfundenen Sackbut konnte der Spieler sogar durch wechselnden seitlichen Druck der Taste subtile Veränderungen der Tonhöhe, Lautstärke und Klangfarbe ermöglichen und zusätzlich expressive Merkmale wie Vibrato, Intensität und Einschwingvorgänge kontrollieren. 1955 erfand er den Special Purpose Tape Recorder, bei dem es sich um eine Synthese aus Mehrkanal-Bandmaschine und Mellotron handelt, mit der sich bei der Arbeit mit konkreten Klängen ungeahnte Möglichkeiten ergaben. Das 1955 von Le Caine komponierte Stück Dripsody ist nur etwas über eine Minute lang und besteht aus dem mit dem Recorder aufgenommenen Geräusch eines Wassertropfens, welches vielfach kopiert und mit unterschiedlichen Geschwindigkeiten in einer pentatonischen Skala angeordnet wurde, woraus sich unterschiedliche Tonhöhen ergaben. Beginnend mit dem Originaltropfen, steigern sich Intensität und Dichte durch weitere Bandschleifen zu einem Climax, bis hin zu zwölftönigen Arpeggien, die alle aus dem Klangmaterial des Tropfens abgeleitet sind.

### Computermusik
Lejaren Hiller gründete in der University of Illinois at Urbana-Champaign 1958 das zweite US-amerikanische Studio für elektronische Musik, das Experimental Music Studio. Er experimentierte dort neben anderen Forschern mit dem ILLIAC-Rechner und später dem IBM 7090-Rechner.
Neben der Verwendung in studiotechnischen Geräten lassen sich heute drei große musikalische Anwendungsbereiche für Computer ausmachen, die mit den Stichworten Komposition (Partitursynthese), Klangerzeugung (durch Simulation) und Klangsteuerung umrissen werden.
1979 wurde beim „Grand Price Of Ars Electronica“ der von Kim Ryrie und Peter Vogel entwickelte Fairlight Musikcomputer erstmals einem größeren internationalen Publikum vorgeführt. Diese aufwändige (8-Bit-)Rechenmaschine brachte als wesentliche Neuerung die Sampling-Methode hervor: Sie ermöglichte es erstmals alle Klänge unserer Welt in einen Computer sowohl zu speichern als auch sie mittels der Tastatur jederzeit nicht nur einfach abrufen zu können, sondern sie auf jede gewünschte Tonhöhe bringen zu können und überdies formbar zu machen. Peter Gabriel und Stevie Wonder waren erste Abnehmer. Die ersten Songs, in denen ein Fairlight CMI zu hören war, befinden sich auf Gabriels drittem Soloalbum Melt, bei dessen Produktion Peter Vogel mitwirkte. Gabriel sei so begeistert gewesen, dass er sofort eine Vertriebsfirma für das Gerät gründete. Bald setzten weitere Künstler den Fairlight ein: Kate Bush auf dem Album „Never For Ever“ (1980, mit dem Hit „Babooshka“), Jean Michel Jarre auf „Magnetic Fields“ (1981), Hubert Bognermayr und Harald Zuschrader auf „Erdenklang Computerakustische Klangsinfonie“ (1982) oder The Art of Noise auf „Into Battle“ (1983).
Mit dem Album „Erdenklang“ habe die elektronische Musik Wendy Carlos zufolge einen Höhepunkt erreicht: „Erdenklang darf nicht mehr ausschließlich als technische, sondern muss weitgehend als musikalische Errungenschaft betrachtet werden. Etwas, worum die elektronische Musik, seit es sie gibt, kämpft.“ Die 1983 erschienene „Bergpredigt – Oratorium für Musikcomputer und Stimmen“ der Komponisten Hubert Bognermayr und Harald Zuschrader stelle laut Veronica Matho bis heute einen Meilenstein in der Computermusik dar. Das Werk habe diese musikhistorische Entwicklung verfestigt. Bei einem am 25. April 1987 vom WDR veranstalteten Konzert „Million Bits In Concert“ mit den Elektronik-Musikern Hubert Bognermayr, Harald Zuschrader, Johannes Schmoelling, Kristian Schultze und Matthias Thurow kamen erstmals verschiedene Computersysteme (wie z. B. der Fairlight) auch in einem Livekonzert zum Einsatz. Mike Oldfield ließ sich von Bognermayr und Zuschrader in diese Technologie einführen und ging mit dem Fairlight und Harald Zuschrader auf Tournee.
Vereinzelt wird Computermusik inzwischen auch für technisch gesteuerte Theater- und Freiluft-Inszenierungen verwendet, z. B. als Schaltmusik für Feuerwerke.

## Entwicklung der elektronischen Musik in der Popularmusik

### Erstes Auftreten elektronischer Musik im Film
- Arthur Honegger benutzte 1930 ein Ondes Martenot für L’Idee von Berthold Bartosch. Dies gilt als erster Gebrauch eines elektronischen Musikinstrumentes im Film.
- Bernard Herrmann setzte für die Filmmusik von Der Tag, an dem die Erde stillstand (1951) zwei Theremine ein
- Louis und Bebe Barron komponierten für den Science-Fiction-Film Alarm im Weltall (1956) elektronische Musik
- Ron Grainer und Delia Derbyshire vom Radiophonic Workshop, der Abteilung für Spezialeffekte beim BBC, kreierten 1963 eine der ersten elektronischen Erkennungsmelodien des Fernsehens mit ihrer Musik für die Serie Doctor Who
- zum Film Die Vögel (1963) erzeugte Oskar Sala elektronische Vogelstimmen
- Wendy Carlos schuf 1970 die Komposition Timesteps, die als Teil des Soundtracks zum Film A Clockwork Orange bekannt wurde

### Die 1970er Jahre
In den 1970er-Jahren entstanden im Kontext von Rockmusik der Progressive Rock und Psychedelic Rock, die durch einen prägnanten Einsatz von elektronischen Tasteninstrumenten zum Teil Elemente elektronischer Musik verarbeiten. Durch den Einfluss von Instrumenten der Computermusik entstanden Synthesizer und Sequencer neben Soundmodulen. Besonders der Synthesizer wurde zum prägenden Instrument der Popmusik. Wendy „Walter“ Carlos, die an der Columbia-Universität Kompositionslehre studierte, war eine der ersten, die sich für den Moog-Synthesizer interessierten, und beriet seit 1964 Robert Moog bei seiner Herstellung. Keith Emerson verwendete den Moog-Synthesizer ebenfalls oft, der durch seine virtuose Spielart stilbildend auf jüngere Musiker wirkte. Die neue Möglichkeit, beliebig lang anhaltende Töne langsamen klanglichen Veränderungen zu unterwerfen, zeigte eine starke Affinität zur „zerfliessenden Formlosigkeit“ des Psychedelic Rock (The United States of America, Silver Apples und Fifty Foot Hose). In den 1970er-Jahren entstand in Deutschland die sogenannte Berliner Schule, die später den Krautrock beeinflusste.
Bis in die 1980er-Jahre hinein entstanden nebeneinander zahlreiche Musikgenres, die elektronisch erzeugte Musik als ästhetisches Mittel verwendeten; aus New Wave wurde Electro Wave, aus Funk wurde Electro Funk und später Hip-Hop, aus Disco wurde House.

### Die 1980er Jahre
Im Bereich der Synthesizer-orientierten Musik hatten Gruppen wie Kraftwerk, Depeche Mode und Suicide, die für kommende Stile wie EBM, Elektropop, Hip-Hop und Techno Pionierarbeit leisteten, großen Einfluss auf viele spätere Musiker.

### Die 1990er Jahre
Das Sampling im Techno wurde durch mehrere Genres (Funk, Electro Funk, New Wave, Electronic Body Music) Ende der 1980er-Jahre geschaffen. Ferner liegen Einflüsse in der Perkussionbetonung der Afroamerikanischen und Afrikanischen Musik.
Der Schwerpunkt liegt im elektronisch erzeugten Schlagzeug-Rhythmus durch Drumcomputer. Durch Sampling werden Loops erzeugt, wodurch ein Repetitives Arrangement als charakteristisches Klangbild entsteht.

### Ab 2000
Ende der 1990er-Jahre wurden Elemente der elektronischen Musik in die bis dahin oft als konservativ angesehenen Genres des klassischen Rock und Folk übernommen. Bands wie Radiohead oder Tortoise, aber auch Stereolab verarbeiteten elektronische Elemente in Strukturen des klassischen Songwritings und trugen zu einer Neuetablierung elektronischer (Tanz-)Musik außerhalb der Techno-Szene bei.
Seit 2014 gibt es auch auf dem Electric Love Festival in Salzburg eine eigene Hardstyle-Stage.

### Weitere Musikstile
- Noise, Power Electronics, Dark Ambient, Electronic Body Music sind Post-Industrial-Musikstile.
- House-Musikstile: 2 Step, Acid House, Chicago House, Deep House, Dream House, French House, Funky House, Future House, Hard House, Hip House, Italo Dance, Minimal House/Microhouse, Progressive House, Tech House, Tribal House, Tropical House
- Psychedelic Trance, eine Trance-Musikkultur
- Anfang der 1990er-Jahre entstand das Genre Jungle durch schnelle Wiederholungen von Breakbeats, woraus schließlich, durch elektronische Klänge angereichert, Drum and Bass wurde. Etwa gleichzeitig entstand auch die sogenannte Intelligent Dance Music in England.
- Clownstep, Drumfunk, Neurofunk, Liquid Funk, Techstep sind Drum-and-Bass-Sub-Genres, Dubstep ist kein Subgenre, es entstand aus dem Garage und dem 2 Step Genre. etwas entfernter auch Grime, Breakcore, Digital Hardcore, Big Beat, Nu-Skool Breaks, Harsh und Broken Beat.
- Hardcore Techno, Hardstyle, Jumpstyle, Hardbass, HandsUp, Hard Dance
- Ambient, Ambient Techno, Ambient Dub, Space-Musik
- Illbient, Downbeat und Trip-Hop sind Ambient-artige Stile mit Beat.

## Begriffliche Abgrenzung
Rockmusik wird im allgemeinen Sprachgebrauch nicht zur elektronischen Musik gerechnet, obwohl auch dort elektronische Instrumente und besonders elektronische Effektgeräte eingesetzt werden. Bei Elektrogitarren sind zwar die klangverändernden Wirkungen von Verstärker und Effektgeräten essenziell, trotzdem werden sie nicht zu den Elektrophonen gezählt. Im Psychedelic Rock (z. B. Led Zeppelin oder Deep Purple) kommen auch „echte“ Elektrophone (z. B. Theremin oder Hammondorgel) vor, aber auch er wird von der elektronischen Musik abgegrenzt. Im Metal spielen – je nach Substil – analoge Effektgeräte eine bedeutende Rolle, aber Musiker und Szenemitglieder haben oft klare Vorstellungen, welche Geräte verboten sind, um nicht zur elektronischen Musik zu gehören. Digitale Effektgeräte oder digitale Produktion gelten in der ganzen Musikrichtung als Tabu (wobei Keyboards mit analogem Ausgang toleriert werden), und es besteht bei Gitarrenverstärkern eine Ablehnung von Halbleitern.